# Tai'an (Taïwan)
Tai'an (chinois traditionnel : 泰安鄉 ; pinyin : Tài'ān Xiāng) est une commune du comté de Miaoli située sur l'île de Taïwan, en Asie de l'Est.

## Géographie

### Situation
Tai'an est une commune de l'extrême sud-est du comté de Miaoli, sur l'île de Taïwan. D'une topographie essentiellement montagneuse, elle s'étend sur 614,512 7 km2, au sud-est de Miaoli, capitale du comté. L'Est de la commune recouvre près de la moitié du parc national de Shei-Pa (en).

### Topographie
La commune de Tai'an présente un relief montagneux recouvert d'une dense forêt naturelle, une partie de l'Ouest de la chaîne de Hsueshan.

### Hydrographie
L'Est de la commune de Tai'an comprend les cours supérieurs des fleuves Houlong (58 km) et Da'an (95,8 km). Les deux cours d'eau prennent leurs sources principales dans les hauteurs de l'Est de la commune, se développent vers l'ouest, et se jettent dans le détroit de Taïwan.

### Démographie
Au 1er janvier 2017, la commune de Tai'an comptait 5 930 habitants (10 hab./km2) dont 46,4 % de femmes. Sa population est majoritairement composée d'aborigènes de Taïwan du peuple Atayal et de Chinois Han de l'ethnie Hakka.

## Histoire
Du temps où l'île de Taïwan était intégrée, comme province, au territoire de la Chine, il existait une localité appelée Da'an, dans l'Ouest de la chaîne de Hsueshan. En octobre 1950, Da'an devient une commune dans le comté de Miaoli nouvellement créé. Quatre ans plus tard, Da'an est renommée en Tai'an pour éviter toute confusion avec le district de Da'an (en) situé dans le Nord-Ouest de la municipalité spéciale de Taichung.